# Эскин, Борис Михайлович
Борис Михайлович Эскин (5 октября 1937 — 5 декабря 2019) — русский поэт и писатель, сценарист, драматург, мемуарист. С 1994 года жил в Израиле.
Лауреат международных поэтических конкурсов. Лауреат премии Союза писателей Израиля имени Давида Самойлова. Серебряный призёр Международного книжного конкурса «Русский стиль 2018». Автор множества поэтических сборников, нескольких повестей для юношества, пьес, сборников очерков, телевизионных и киносценариев. Член Международной гильдии писателей и журналистов, член Интернационального Союза писателей.

## Биография
Борис Эскин родился в 1937 году в Днепропетровске. В начале Великой Отечественной войны с матерью эвакуировался на Урал. Отец, гвардии капитан Михаил Моисеевич Эскин (1912—1951) был на фронте (кавалер ордена Красной Звезды), трижды ранен, и после войны продолжил службу в Германии, где к нему присоединилась вся семья.
Окончил Днепропетровскую среднюю школу № 33, затем индустриальный техникум. Учился в театральной студии у В. И. Ковалевского. В 1960 году в качестве актёра играл в Днепропетровском театре драмы им. Горького. В 1960 году переехал в Севастополь, где был принят актёром в Театр Черноморского флота и где прожил более 30 лет. Репатриировался в Израиль в 1994 году. Жил в городе Нацерет-Илит.
В советское время Эскин овладел множеством профессий, от рабочих до творческих: был паровозным кочегаром, моряком, актёром и режиссёром, заведующим литературной частью Севастопольского русского драматического театра имени А. В. Луначарского, газетчиком и радиожурналистом, ведущим программ и главным редактором телевидения. Работал литконсультантом в севастопольской военно-морской газете «Флаг Родины», руководил театральным коллективом Севастопольского матросского клуба. С 1965 по 1974 год — сотрудник газеты черноморских рыбаков «Труженик моря». Окончил вечернее отделение Севастопольского приборостроительного института (факультет судовых силовых установок), работал на промысловых и транспортных судах — котельным машинистом, мотористом, механиком, корреспондентом рыбацкой газеты. В 1974—1984 годах — собкор Главной редакции Всесоюзной программы радио «Для тех, кто в море». С 1991 года — главный редактор Севастопольского телевидения.

Наиболее ценные в художественном отношении произведения Эскина созданы в поэтическом и очерковом жанрах. В 2018 году газета «Литературная Россия» отметила: 
Эскин – поэт из того времени, когда люди искали в поэзии ответы на все вопросы своей жизни..
В 2010 году Эскин опубликовал в израильском литературно-художественном альманахе обширные мемуары в 14 частях о мастере политического детектива Юлиане Семёнове, с которым долгое время дружил, а также узнал некоторые его профессиональные секреты, включая тайну прототипа Штирлица.
Как публицист критиковал громоздкую и затратную судебную систему Израиля, после того как лично принял участие в анекдотическом судебном процессе о клевете и оскорблениях в Хайфском мировом суде, в ходе которого «судья-араб на иврите разбирал тонкости живого великорусского языка».
По мнению главного редактора «Литературной газеты» Максима Замшева, Эскин — «блестящий очеркист», в своих очерках «с потрясающей точностью и убедительностью» воссоздаёт образы людей, с которыми ему довелось общаться лично. Перу Эскина принадлежат очерки-воспоминания о композиторах Вано Мурадели и Константине Листове, поэтах-фронтовиках Михаиле Дудине и Григории Поженяне, актёре Михаиле Козакове, о других известных творческих деятелях.
В 2018 году Эскин получил профессиональную награду, став серебряным призёром Международного книжного конкурса «Русский стиль 2018».

## Творчество

### Поэтические сборники
- «Рабочий океан» (1973)
- «Травы пахнут морем» (1980)
- «Книга пустыни» (1996)
- «Книга дождя» (1998)
- «Книга возвращения» (2001)
- «Круг» (2005)
- «Четырнадцать медноголосых строк» (книга сонетов) (2006)
- «Край судьбы»
- «Эпиграф»

### Повести для юношества
- «Сын бомбардира»
- «Мальчишка с бастиона»
- «Живи, Вилор!» (в соавторстве с М. Лезинским)
- «Плывёт в океане завод»

### Сборники очерков
- «По закону моря»
- «Остановись, мгновенье!»
- «Звёзды осени моей»

### Пьесы
- «Придёт корабль российский» (1982)
- «Оборона» (1983)
- «Легенда о Наоми» (2003)

а также теле- и киносценарии.